# أماندا أندرسون
أماندا أندرسون (بالإنجليزية: Amanda Anderson)‏ هي أكاديمية أمريكية، ولدت في 10 مارس 1960.